# Государство и право
«Госуда́рство и пра́во» — ведущий ежемесячный научный журнал СССР и России, посвящённый актуальным теоретическим и практическим проблемам правоведения.
Журнал издаётся с 1927 года. В настоящее время выпускается под руководством Отделения общественных наук РАН.
Входит в список научных журналов ВАК Минобрнауки России, рекомендуемых для опубликования основных научных результатов диссертации на соискание учёной степени кандидата и доктора наук.

## История
Наименования журнала:
- 1927—1929 — «Революция права»
- 1930—1931 — «Советское государство и революция права»
- 1932—1938 — «Советское государство»
- 1939—1992 — «Советское государство и право»
- С 1992 года — «Государство и право»

В 1953—1955 годах выходил 8 раз в год. Тираж издания к 1975 году составлял около 40 тыс. экземпляров. Указом Президиума Верховного Совета СССР от 23 сентября 1977 года журнал «Советское государство и право» был награждён орденом «Знак Почёта» за заслуги в области юридической науки, пропаганде достижений в развитии социалистической государственности, демократии и законности.

## Главные редакторы
- П. И. Стучка (1927—1930)
- д.ю.н. Е. Б. Пашуканис (1931—1937)
- акад. А. Я. Вышинский (1938—1941, 1946—1950)[2]
- д.ю.н. Ф. И. Кожевников (1950—1952)
- к.ю.н. В. В. Евгеньев (1953—1955)
- д.ю.н. И. В. Павлов (1955—1958)
- член-корр. АН СССР С. А. Голунский (1959—1961)
- д.ю.н. А. И. Лепёшкин (1962—1964)
- д.ю.н. С. А. Иванов (1965—1972)
- д.ю.н. А. Ф. Шебанов (1972—1977)
- д.ю.н. М. И. Пискотин (1978—1987)
- д.ю.н. К. Ф. Шеремет (1987—1996)
- д.ю.н. А. И. Ковлер (1996—1999)
- д.ю.н. И. А. Иконицкая (2000—2007)
- д.ю.н. А. С. Автономов (2007—2018)
- член-корр. РАН М. И. Клеандров (с 2018)[3]

## Редакционная коллегия
В состав редколлегии входят д.ю.н. А. И. Абдуллин, д.ю.н. С. А. Авакьян, д.ю.н. Г. Г. Арутюнян (Армения), д.ю.н. Н. А. Богданова, д.ю.н. М. М. Бринчук, Ван Джихуа (Китай), д.ю.н. А. Н. Вылегжанин, д.ю.н. Е. Ю. Грачёва, д.ю.н. А. А. Гришковец, д.ю.н. Е. П. Губин, д.ю.н. В. Н. Гуцуляк, д.ю.н. А. Г. Диденко (Казахстан), д.ю.н. В. В. Дорошков, д.ю.н. И. В. Ершова; д.филос.н., д.ю.н. В. Н. Жуков; д.ю.н. С. С. Занковский, д.ю.н. С. В. Запольский, д.ю.н. В. С. Каменков (Белоруссия), к.ю.н. Н. В. Кроткова (зам. главного редактора), д.ю.н. А. В. Малько, д.ю.н. И. М. Мацкевич, д.ю.н. Е. И. Носырева, д.ю.н. Т. А. Полякова, д.ю.н. И. М. Рагимов (Азербайджан), д.ю.н. Р. Н. Салиева, д.ю.н. Л. В. Санникова, П. Северино (Италия), д.ю.н. Г. С. Скачкова, д.ю.н. Ю. Н. Старилов, д.ю.н. А. А. Тедеев, д.ю.н. А. П. Фоков, д.ю.н. В. М. Шерстюк, д.ю.н. Б. С. Эбзеев, д.ю.н. В. В. Ярков.